# Chinenye Onuorah
Chinenye Josephine Onuorah (* 4. Oktober 2002 in Loei) ist eine thailändische Sprinterin, die sich auf den 400-Meter-Lauf spezialisiert hat.

## Sportliche Laufbahn
Erste internationale Erfahrungen sammelte Chinenye Onuorah im Jahr 2019, als sie bei den Jugendasienmeisterschaften in Hongkong mit 60,08 s in der ersten Runde ausschied und mit der thailändischen Sprintstaffel (1000 Meter) in 2:17,11 min den sechsten Platz erreichte. Im Dezember nahm sie erstmals an den Südostasienspielen in Capas teil und gewann dort in 53,81 s die Silbermedaille hinter der Vietnamesin Nguyễn Thị Huyền. Zudem gewann sie mit der 4-mal-400-Meter-Staffel in 3:39,78 min die Silbermedaille hinter dem Team aus Vietnam, wie auch mit der gemischten Staffel in 3:26,09 min. 2021 begann sie ein Studium an der St. John’s University in den Vereinigten Staaten und 2025 schied sie bei den World University Games in Bochum mit 54,11 s im Halbfinale über 400 Meter aus und wurde in der Mixed-Staffel im Vorlauf disqualifiziert.

## Persönliche Bestleistungen
- 200 Meter: 23,98 s (+1,1 m/s), 16. Mai 2025 in Storrs
  - 200 Meter (Halle): 24,20 s, 7. Dezember 2024 in New York City (thailändischer Rekord)
- 400 Meter: 52,70 s, 28. Mai 2025 in Jacksonville
  - 400 Meter (Halle): 53,63 s, 14. Februar 2025 in Boston (thailändischer Rekord)